# 13087 Chastellux
13087 Chastellux este un asteroid din centura principală de asteroizi.

## Descriere
13087 Chastellux este un asteroid din centura principală de asteroizi. A fost descoperit pe 30 iulie 1992 la Observatorul La Silla de Eric Walter Elst. Asteroidul prezintă o orbită caracterizată de o semiaxă mare de 2,88 ua, o excentricitate de 0,04 și o înclinație de 1,5° în raport cu ecliptica.